# هاجلا
هاجلا (به لاتین: Hajla) یک کوه در مونته‌نگرو است که در روژایه واقع شده است. هاجلا ۲٬۴۰۳ متر بالاتر از سطح دریا واقع شده است.